# Achille Funi
Achille Funi (* 26. Februar 1890 in Ferrara; † 26. Juli 1972 in Appiano Gentile bei Como) war ein italienischer Maler.
Achille Funi studierte bis 1910 an der Accademia di Brera in Mailand. Er malte zu Beginn seiner künstlerischen Laufbahn im futuristischen Stil. Ab 1920 wandte er sich dem neoklassizistischen Realismus zu. Von 1939 bis 1960 unterrichtete er an der Kunstakademie in Brera.
Sein Werk Autoritratto da giovane (Jüngling, Selbstbildnis), 1924, befindet sich im Museo Cantonale d’Arte in Lugano.